# Bòreas (Waterhouse)
Bòreas és una pintura a l'oli d'estil prerafaelita realitzada el 1903 per John William Waterhouse.

## Descripció
La pintura es titula Bòreas, en referència al déu del vent del nord de la mitologia grega.
Mostra una noia jove assotada pel vent. El 1904, la Royal Academy of Arts descrivien el tema de la pintura com:
"Amb les seves robes de color gris pissarra i blaves flotant al vent, una noia camina per un paisatge primaveral ressaltat per les flors de color rosa i els narcisos".

## Historial
Boreas es va posar a la venda a mitjans dels 1990 després d'haver-hi estat en parador desconegut durant 90 anys, la qual cosa va causar una gran sensació dins la comunitat artística. La pintura va aconseguir un preu de rècord per un Waterhouse per l'època, aconseguint un preu de 848,500 lliures.